# Копитен леминг
Копитните леминги (Dicrostonyx torquatus) са вид дребни бозайници от семейство Хомякови (Cricetidae).
Разпространени са в арктическите и субарктически области на Русия от Бяло море до Чукотка и Камчатка. Живеят в дупки в земята, като образуват колонии. Активни са през цялото денонощие и се хранят с листа и клонки от храсти, както и с дребни плодове.